# Parafia Podwyższenia Świętego Krzyża w Łodzi (starokatolicka)
Kaplica św. Krzyża w Łodzi (dawniej Parafia Katedralna Podwyższenia Krzyża Świętego w Łodzi) – budynek sakralny, będący w przeszłości siedzibą Zakonu Braci Mniejszych Miłosierdzia Bożego, oraz do maja 2020 roku niezależną placówką prawosławną rytu zachodniego, pod jurysdykcją Ukraińskiego Apostolskiego Kościoła Prawosławnego.
W latach 1998–2017 parafia Kościoła Starokatolickiego w RP. Parafia była główną i najstarszą nieprzerwanie działającą placówką Kościoła Starokatolickiego w RP. W Warszawie istnieje również diaspora starokatolicka Narodzenia Pańskiego.

## Historia
Po II wojnie światowej siedzibą biskupstwa starokatolickiego była Łódź, a do 1948 świątynią parafii katedralnej kościół Matki Bożej Nieustającej Pomocy w Łodzi przy ul. Stefana Żeromskiego 56. Po 1948 świątynia ta była użytkowana przez Kościół Polskokatolicki, ale w związku ze złym stanem technicznym musiała zostać zamknięta pod koniec XX wieku. Po 1948 mianem parafii katedralnej określano parafie, w których duszpasterstwo pełnili biskupi Polskiego Kościoła Starokatolickiego, tj. w latach 1948–1993 była to katedra Odkupiciela we Wrocławiu, a następnie mieszkanie przeorganizowane na kaplicę przez bpa Piotra Bogdana Filipowicza. W latach 1993–1996 siedzibą Kościoła była Jelenia Góra.
W 1962 za sprawą ks. Adama Studziannego udało się reaktywować parafię Polskiego Kościoła Starokatolickiego w Łodzi, nosiła ona wówczas wezwanie Matki Bożej Jasnogórskiej. Ze względu na utratę przez Kościół legalizacji w 1965, wierni gromadzili się w prywatnych mieszkaniach na terenie miasta i wynajmowanych salach.
W 1998, już po przekształceniu Polskiego Kościoła Starokatolickiego w Kościół Starokatolicki w RP, przeniesiono parafię starokatolicką w Łodzi do obiektu w dzielnicy Ruda Pabianicka i nadano jej wezwanie Podwyższenia Krzyża Świętego, w ówczesnym czasie katedra znajdowała się w Markach k. Warszawy, gdzie rezydował bp Wojciech Kolm. Z objęciem zwierzchnictwa w 2003 przez bpa Marka Kordzika miano parafii katedralnej przypadło parafii pw. Podwyższenia Krzyża Świętego. W latach 1998–2012 swoją siedzibę miała w budynku przy ul. Aleksandra 9, będącym własnością Kościoła Chrześcijan Baptystów. Od 15 czerwca 2012 parafia mieści się w kaplicy przy ul. Gdańskiej 143.
W dniach 11–12 listopada 2006 parafia gościła delegatów na III Synod Kościoła Starokatolickiego w RP. 6 stycznia 2007 w katedrze odbył się ingres bp. Marka Kordzika. 9 listopada 2008 w czasie Jubileuszu XXV Rocznicy Święceń Biskupich ks. bp. Marka Kordzika odbyła się konsekracja nowego marmurowego ołtarza.
W latach 2012–2016 parafia posiadała kaplicę przy ul. Wólczańskiej 27 w Schronisku dla Bezdomnych Stowarzyszenia Ludzi Bezdomnych w Łodzi. W latach 2015–2016 parafia posiadała kaplicę przy ul. Pułaskiego 54 na terenie prywatnego Domu Schronienia dla Potrzebujących, Bezdomnych, Starszych im. błogosławionej Matki Teresy z Kalkuty w Zgierzu.
W grudniu 2017 roku decyzją Zwierzchnika Kościoła Starokatolickiego w RP parafia została zlikwidowana. 11 lutego 2018 roku parafia przeszła pod jurysdykcję Kościoła Katolickiego Mariawitów we Francji działającego na zasadzie wpisu do rejestru stowarzyszeń i fundacji.
W styczniu 2019 parafia stała się częścią Ukraińskiego Apostolskiego Kościoła Prawosławnego, zaś w maju 2020 roku została zlikwidowana.

### Proboszczowie parafii
- 1998–2003 – ks. inf. Adam Mieczysław Studzianny
- 2003–2005 – ks. Kazimierz Janusz Dorociński
- 2005–2013 – bp Marek Jan Kordzik
- 2013–2017 – ks. Kazimierz Janusz Dorociński